# Єнс Плетнер
Єнс Пле́тнер (нім. Jens Plötner; нар. 29 вересня 1967, Ойтін, Шлезвіг-Гольштейн, ФРН) — німецький дипломат. З грудня 2021 радник з питань зовнішньої та безпекової політики федерального канцлера Олафа Шольца. З квітня 2019 по грудень 2021 був політичним директором Міністерства закордонних справ Німеччини.

## Освіта
Після закінчення середньої школи, з 1987 по 1988 проходив військову службу в бундесвері. До 1993 вивчав право в Гамбурзькому університеті, Університеті Бордо, Університеті Париж I Пантеон-Сорбонна (диплом магістра публічного права та міжнародного права) та політологію в Інституті політичних досліджень (Париж).

## Кар'єра

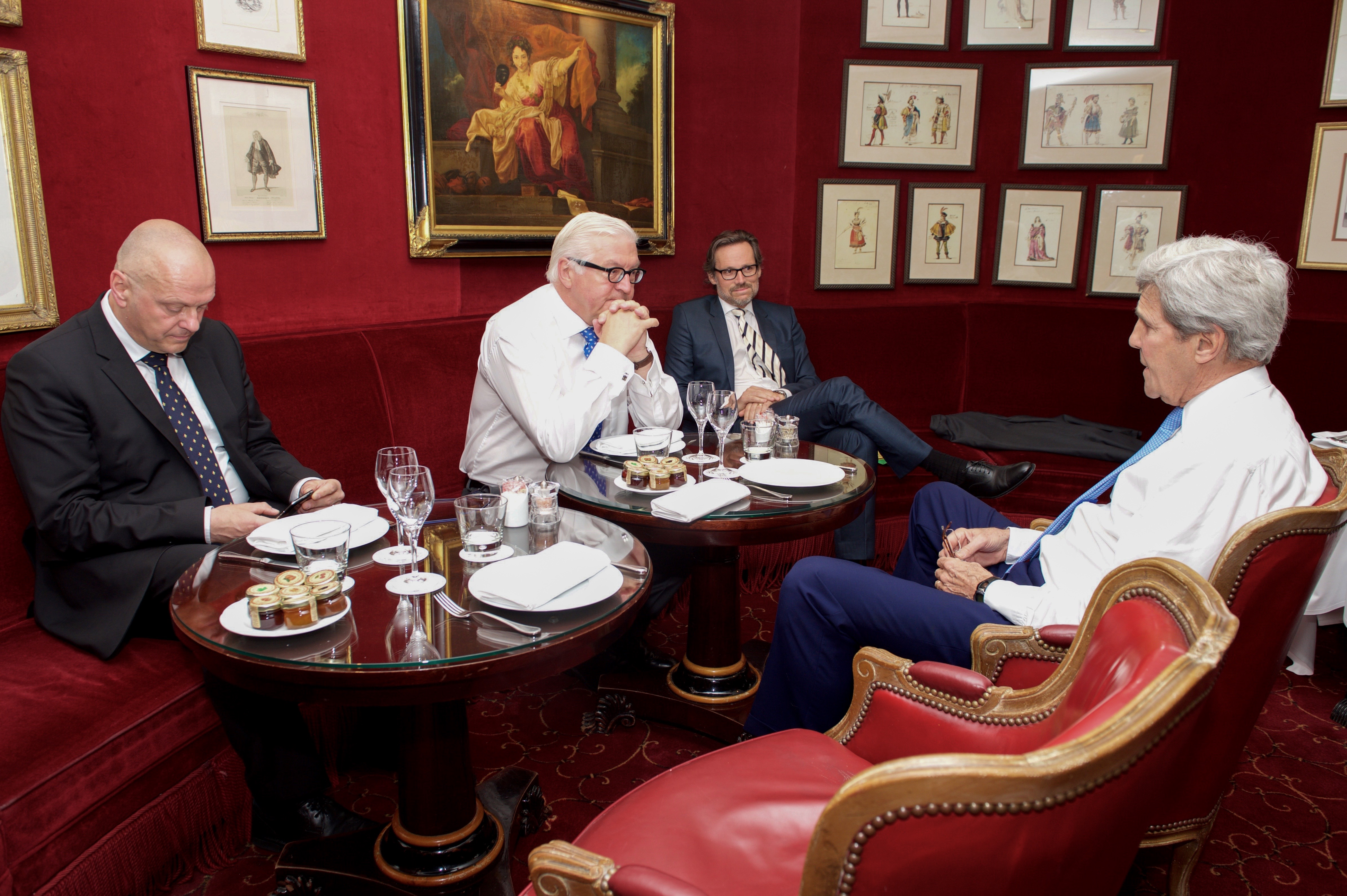
Плетнер (третій зліва) під час зустрічі Ф.-В. Штайнмаєра з Дж. Керрі 2016 року

В 1994—1996 проходив підготовку в навчальному центрі МЗС, після чого став заступником керівника офісу державного міністра МЗС. З 1998 по 2002 працював в політичному відділі посольства в Ізраїлі. До 2005 був речником МЗС з питань Середнього Сходу та у справах ООН. В період з 2005 по 2007 був заступником спікера МЗС, а з 2007 по 2008 — заступником керівника офісу міністра Франка-Вальтера Штайнмаєра (СДПН). В 2008 Єнс Плетнер стає речником МЗС. На цій посаді він працює до 2009.
З 2009 по 2012 — посол в Шрі-Ланці. В цьому ж статусі був акредитований на Мальдівах. На цій посаді його замінив Юрген Морхард.
У 2012—2013 — посол в Тунісі. Його попередником був Хорст-Вольфрам Керл, який вийшов на пенсію.
З 2014 до 2017 був керівником офісу міністра закордонних справ Штайнмаєра.
З липня 2017 до березня 2019 Плетнер очолював посольство в Греції.
У квітні 2019 дипломат призначений на посаду політичного директора МЗС. На цій посаді він був близьким соратником міністра Гайко Мааса (СДПН).
З грудня 2021 Єнс Плетнер працює радником з питань зовнішньої та безпекової політики федерального канцлера Олафа Шольца (СДПН).

## Критика
Після російського вторгнення в Україну в лютому 2022 посол України у ФРН Андрій Мельник непрямо закинув Плетнеру приналежність до проросійської «павутини» колишнього міністра закордонних справ та нинішнього президента Німеччини Штайнмаєра.